# 天安サムゴリサービスエリア
天安サムゴリサービスエリア（チョナンサムゴリサービスエリア）は忠清南道天安市の京釜高速道路上(ソウル方向のみ）にあるサービスエリア。

## 道路
- 京釜高速道路

## 施設
- 食堂（朝鮮料理、西洋料理）
- うどん専門店
- ファーストフード（ロッテリア）
- ガソリンスタンド（SKグループ）
- コーヒー専門店
- コンビニエンスストア
- くるみ菓子
- 軽食
- 駐車場（大型37台、小型214台）

## 隣
天安JCT - 天安サムゴリSA - 天安IC